# Aristida thompsonii
Aristida thompsonii är en gräsart som beskrevs av Bryan Kenneth Simon. Aristida thompsonii ingår i släktet Aristida och familjen gräs.
Artens utbredningsområde är Queensland. Inga underarter finns listade i Catalogue of Life.